# Ołeksijiwka (hromada Chotiń)
Ołeksijiwka (ukr. Олексіївка) – wieś na Ukrainie, w obwodzie sumskim, w rejonie sumskim, w hromadzie Chotiń. W 2001 liczyła 547 mieszkańców. Na dzień 23 czerwca 2025 r. we wsi pozostały 2 osoby.